# Echinosteliales
Ordre
Les Echinosteliales sont un ordre de champignons de la classe des Myxomycetes.
Elles mesurent 50 à 250 µm.

## Liste des familles et genres
Selon Catalogue of Life (28 juin 2013) :
- famille des Clastodermataceae
- famille des Echinosteliaceae

Selon NCBI (28 juin 2013) :
- famille des Clastodermataceae
  - genre Barbeyella
  - genre Clastoderma
- famille des Echinosteliidae
  - genre Echinostelium
- genre Semimorula